# Zimbabwes damlandslag i volleyboll
Zimbabwes damlandslag representerar Zimbabwe i volleyboll på damsidan. Laget har deltagit i allafrikanska spelen 1995 samt i kvalen till VM 2002 och 2014.